# Пиратская партия США
«Пиратская партия» (англ. The Pirate Party of the United States) — политическая партия США, официально зарегистрирована 6 июня 2006 года.
Основатель партии — Брент Эллисон (Brent Allison).
Партия выступает за кардинальное реформирование
закона об интеллектуальной собственности
и за отмену патентного права.
В парламенте США не представлена.
Партия организована по примеру и под влиянием первой пиратской партии — Пиратской партии Швеции.
В 2012 году отделение партии штата Флорида выпустило книгу «No Safe Harbor: Essays about Pirate Politics» (рус. «Опасная гавань: очерки о пиратской политике) под лицензией CC-BY-NC-SA. В том же году на сайте любительских переводов «Notabenoid» был проведен перевод книги на русский язык.
Партия имеет представительства в Массачусетсе, Нью-Йорке и Висконсине

## Идеология
Партия выступает за реформу авторских прав и копирайта, а также за отмену патентов, в  том числе: 
- Ограничение авторских прав 5 годами для электронных носителей
- Ограничение авторских прав 14 годами для материальных объектов
- Свобода некоммерческого обмена информацией
- запрет ТЗСАП

Партия придерживается идеологического нейтралитета, считая что левые и правые «не являются полезными способами видения мира»